# Ерлепесов, Мухамеджан Ногаевич
Мухамеджа́н Нога́евич Ерлепе́сов (каз. Мұхамеджан Ноғайұлы Ерлепесов; 30 декабря 1911, Казалинский уезд, Сырдарьинская область Туркестанское генерал-губернаторство, Российская империя — 10 сентября 1987, Алма-Ата, Казахская ССР, СССР) — советский казахский государственный и партийный деятель, учёный. Доктор сельскохозяйственных наук (1966), профессор (1969), заслуженный деятель науки Казахской ССР (1960).

## Биография
Окончил Казахский сельскохозяйственный институт (1935). Научный сотрудник, заведующий отделом, директор Казахской региональный опытной станции (1935—1941). На основе проведенных работ по селекции ячменя за 1935-1938 годы им были выделены четыре сорта озимого ячменя. Эти сорта в условиях юго-востока Казахстана показали высокую урожайность зерна и устойчивость к болезням.
Во время войны был назначен заместителем заведующего отделом сельского хозяйства ЦК КП Казахстана (1942—1952). Председатель комитета продовольственно-вещевого снабжения Красной армии А. И. Микоян высоко отметил его личные заслуги в обеспечении фронта продовольствием.
В 1947, по личному указанию Микояна, в возрасте 36 лет был назначен 1-м секретарем Южно-Казахстанского областного комитета партии. В 1948 был избран в состав ЦК КП Казахстана и избирался депутатом Верховного Совета Казахской ССР и СССР.
С 1952 совмещал должность директора Алма-Атинской селекционно-опытной станции. В 1959 был назначен заведующий отделом, директором Казахского научно-исследовательского института земледелия им. В. Р. Вильямса. С 1975 работал в том же институте до конца жизни научным советником.
В 1953 защитил диссертацию на соискание учёной степени кандидата сельскохозяйственных наук. Тема диссертации: «Агротехнические основы получения высоких и устойчивых урожаев хлопчатника в передовом совхозе "Пахта-Арал"».
В 1966 защитил диссертацию на соискание учёной степени доктора сельскохозяйственных наук. Тема диссертации: «Культура кукурузы в Казахстане».
Основные его научные труды и исследования были по вопросам выращивания земледелия и растениеводства. Занимался работами в области передового опыта выращивания, селекции и семенного дела, совершенствования агротехники кукурузы, хлопчатника, сахарной свеклы. Являлся одним из создателей целинного земледелия.
Им опубликовано более 120 научных трудов, в том числе 25 монографии и подготовлено 10 кандидатов сельскохозяйственных наук. Был награждён 12 золотыми и серебряными медалями ВДНХ СССР.

## Награды
Награжден орденами Октябрьской революции, Трудового Красного Знамени, Отечественной войны 1-й и 2-й степени, а также медалями.